# Cocachacra (distrito)
O Distrito peruano de Cocachacra é um dos seis distritos que formam a Província de Islay, situada no Departamento de Arequipa, pertencente a Região Arequipa, Peru.

## Transporte
O distrito de Cocachacra é servido pela seguinte rodovia:
- PE-1S, que liga o distrito de Lima (Província de Lima à cidade de Tacna (Região de Tacna - Posto La Concordia (Fronteira Chile-Peru) - e a rodovia chilena Ruta CH-5 (Rodovia Pan-Americana)
- PE-1SJ, que liga o distrito de Dean Valdivia à cidade[1][2][3]